# Zwarte vieroogbuidelrat
De zwarte vieroogbuidelrat (Philander mcilhennyi)  is een zoogdier uit de familie van de opossums (Didelphidae). De wetenschappelijke naam van de soort werd voor het eerst geldig gepubliceerd door Gardner & Patton in 1972.

## Voorkomen
De soort komt voor in het Amazonegebied van centraal Peru en westelijk Brazilië.